# Berlijns voetbalkampioenschap 1901/02 (VBB)
In 1901/02 werd het vijfde Berlijns voetbalkampioenschap gespeeld, dat georganiseerd werd door de Berlijnse voetbalbond. Op dit moment heette de voetbalbond nog Duitse voetbalbond (Verband Deutscher Ballspielvereine), waardoor de naam van het kampioenschap ook als Duits voetbalkampioenschap gezien zou kunnen worden. Maar aangezien er enkel clubs uit Berlijn deelnamen is de naam Duits kampioenschap niet representatief voor de competitie. Er kwamen dit jaar ook vijf clubs over van de Duitse voetbal- en cricketbond, waardoor deze rivaliserende bond, die sinds 1891 competitievoetbal inrichtte op zijn laatste benen liep.
Viktoria Berlin werd kampioen. Er was dit jaar nog geen deelname aan de eindronde om de Duitse landstitel voorzien. De drie laatste van elke groep speelden een eindronde waarvan de top twee in de hoogste klasse bleef, de andere vier clubs degradeerden.

## Voorronde

### Groep 1
| Plaats | Club                       | Wed. | W | G | V  | Saldo | Ptn  |
| ------ | -------------------------- | ---- | - | - | -- | ----- | ---- |
| 1.     | Berliner TuFC Britannia 92 | 10   | 8 | 2 | 0  | 61:15 | 18:2 |
| 2.     | Berliner FC Preußen 1894   | 10   | 7 | 1 | 2  | 41:21 | 15:5 |
| 3.     | Berliner TuFC Union 92     | 10   | 7 | 0 | 3  | 43:17 | 14:6 |
| 4.     | Berliner TuFC Helgoland 97 | 10   | 3 | 1 | 6  | 15:33 | 7:13 |
| 5.     | FV Brandenburg 92          | 10   | 3 | 0 | 7  | 10:38 | 6:14 |
| 6.     | Neuköllner FC Stern 89     | 10   | 0 | 0 | 10 | 3:39  | 0:20 |

### Groep 2
| Plaats | Club                        | Wed. | W | G | V | Saldo | Ptn   |
| ------ | --------------------------- | ---- | - | - | - | ----- | ----- |
| 1.     | Berliner TuFC Viktoria 1889 | 10   | 9 | 1 | 0 | 55:4  | 19:1  |
| 2.     | Berliner FC Hertha 92       | 10   | 5 | 1 | 4 | 27:36 | 11:9  |
| 3.     | Berliner FC Germania 1888   | 10   | 5 | 0 | 5 | 21:22 | 10:10 |
| 4.     | Berliner FC Concordia 95    | 10   | 4 | 1 | 5 | 17:17 | 9:11  |
| 5.     | Berliner TuFC Helvetia 98   | 10   | 3 | 0 | 7 | 9:29  | 6:14  |
| 6.     | Berliner FC Fortuna 1894    | 10   | 2 | 1 | 7 | 9:30  | 5:15  |

|  | Geplaatst voor de finale |
|  | Degradatie               |

## Finale
| Team 1             | Uitslag       | Team 2            |
| ------------------ | ------------- | ----------------- |
| BTuFC Britannia 92 | 2:5, 2:1, 1:5 | BTuFC Viktoria 89 |